# Чередники (Хорольський район)
Чередники — колишнє село в Україні, в Хорольському районі Полтавської області, Ялосовецька сільська рада.
Село під назвою хутір Черняків позначено на 3-версній карті 1869 р.
Полтавська обласна рада рішенням від 16 червня 2000 року у Хорольському районі виключила з облікових даних село Чередники.

## Географія
Село Чередники знаходилося на відстані 1,5 км від села Кривці.